# Ратне (Червенський район)
Ратне (біл. вёска Ратнае) — село в складі Червенського району Мінської області, Білорусь. Село підпорядковане Колодезькій сільській раді, розташоване в центральній частині області.